# 奧布洛伊
46°14′44″N 32°8′23″E / 46.24556°N 32.13972°E
奧布洛伊（烏克蘭語：Облої）是位於烏克蘭南部的村莊，由赫爾松州斯卡多夫斯克區的貝赫泰里市鎮負責管轄。該村面積0.26平方公里，海拔高度2米，2001年人口182，人口密度每平方公里700人。